# 上里夫勒山

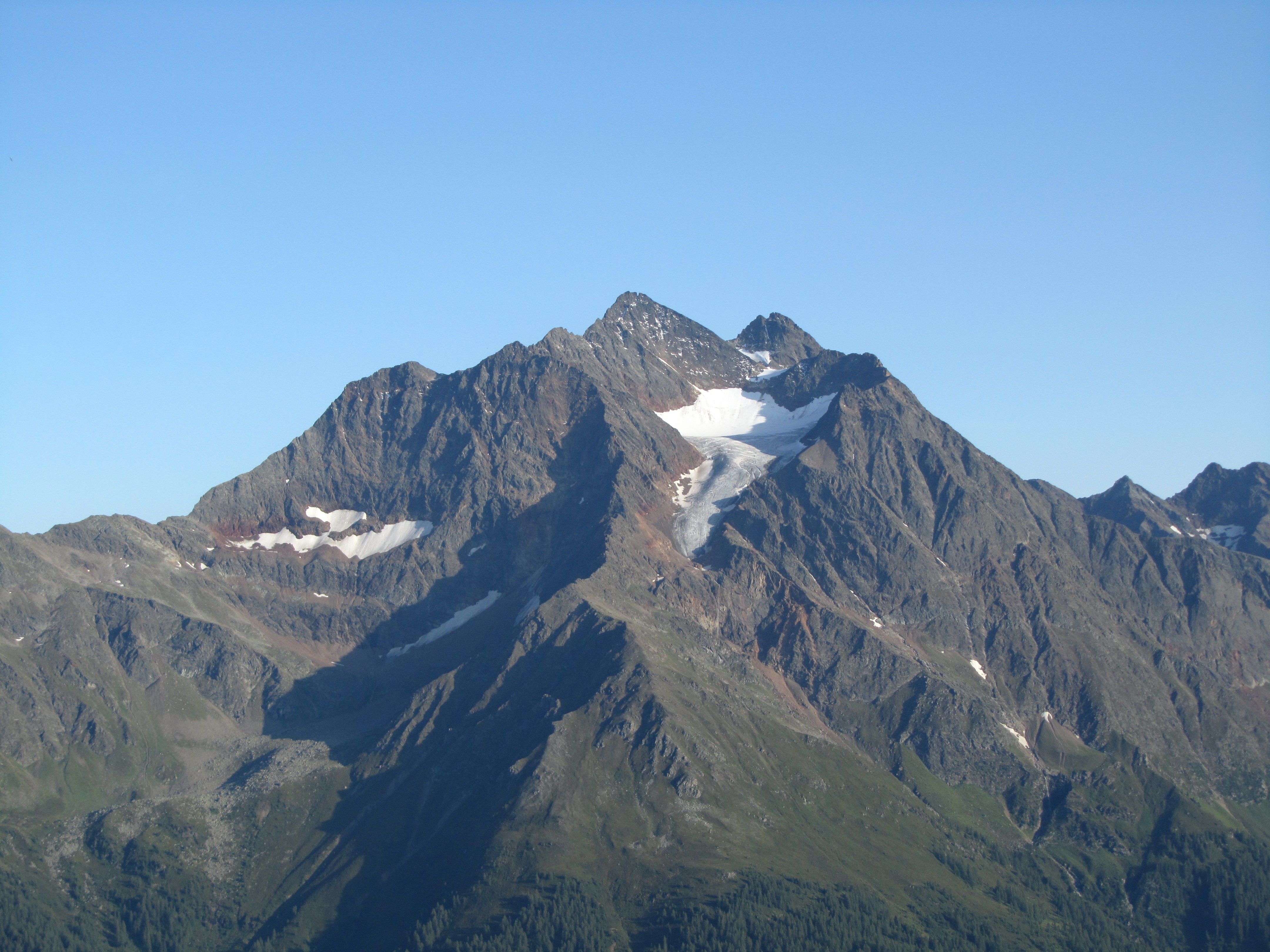

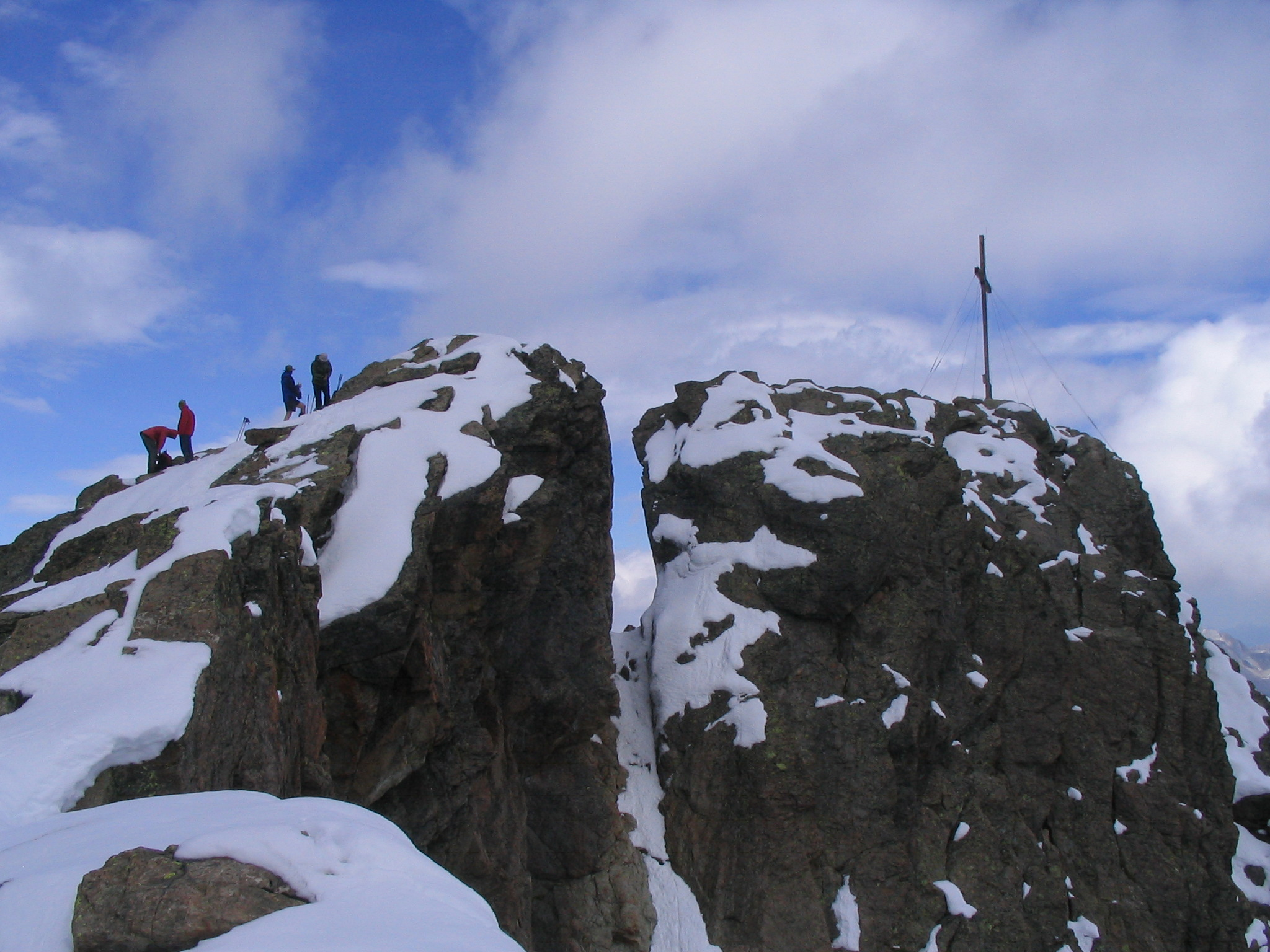

47°06′58″N 10°22′16″E / 47.11611°N 10.37111°E
上里夫勒山（德語：Hoher Riffler），是奧地利的山峰，位於該國西南部，由蒂羅爾州負責管轄，屬於韋爾瓦爾阿爾卑斯山脈的一部分，海拔高度3,168米，每年平均降雨量1,730毫米。